# Cryptotis tamensis
Cryptotis tamensis és una espècie de mamífer de la família de les musaranyes (Soricidae). Se'l coneix de la Serralada Oriental de Colòmbia i el Páramo de Tamá, a l'oest de Veneçuela, on se l'ha trobat principalment en selves nebuloses a elevacions d'entre 2.380 i 3.330 m. El seu àmbit de distribució inclou el Parc Nacional d'El Tamá a Veneçuela.